# Zehntscheune (Frankfurt-Praunheim)
Die Zehntscheune Praunheim ist ein ehemaliger herrschaftlicher Getreidespeicher in der Stadt Frankfurt am Main. Die aus dem 18. Jahrhundert stammende Zehntscheune ist ein Baudenkmal nach dem Hessischen Denkmalschutzgesetz. Sie steht im historischen Kern des 1910 nach Frankfurt eingemeindeten Dorfes Praunheim, seitdem Frankfurt-Praunheim, an der seit dem 16. Jahrhundert bestehenden Graebestraße.

## Geschichte
Die Scheune, ein eingeschossiger Bau aus Bruchsteinmauerwerk mit Satteldach, ist seit dem 18. Jahrhundert urkundlich belegt. Es wird vermutet, dass das Gebäude auf das 14. Jahrhundert zurückgeht. In der Zeit des Lehnswesens wurde in der Zehntscheune der Zehnt, die Steuer, welche die Bauern des Ortes in Form von Naturalien (Ernteerträge, Vieh) an verschiedene Lehnsherren abgeben mussten (belegt ist der Kirchenzehnt), gesammelt und gelagert.
In unmittelbarer Nachbarschaft der Zehntscheune stehen weitere Kulturdenkmäler, darunter die evangelische Auferstehungskirche Praunheims, ein als Junkerhof bezeichnetes, direkt an die Scheune angrenzendes Herrenhaus sowie die Grundmauern einer ehemaligen Burganlage.

## Heutige Nutzung
Nachdem das Gebäude nicht mehr für die Lagerung von Naturalien-Abgaben genutzt wurde, hatte es wechselnde Funktionen als Gefängnis, Leichenhalle und Feuerwehrgarage. Seit den 1990er-Jahren dient die Zehntscheune als Veranstaltungsort und wird für Sitzungen des Ortsbeirates genutzt. Der örtliche Bürgerverein, der seit 1985 das jährliche Zehntscheunenfest anlässlich der Restaurierung der Zehntscheune veranstaltet, hat dort sein Vereinsheim. Auch können Räumlichkeiten für private Veranstaltungen angemietet werden.